# Lola (miasto)
Lola – miasto w Gwinei (region Nzérékoré). Według danych szacunkowych na rok 2012 liczy 90 908 mieszkańców.